# 2014年10月

## 10月1日
武装冲突
- 塔利班份子在喀布尔利用自杀式炸弹袭击阿富汗政府军车队，至少造成7死16伤。

## 10月3日
灾害
- 保加利亚西北部城市戈尔尼洛美一村庄的火药工厂爆炸，至少15人死亡[1]。

疫情
- 近日广东爆发登革热疫情。截至10月3日零时，全省确诊病例已达17684例，比去年同期大幅上升2077.83%，死亡病例累计4例，是广东首次出现破万的确诊病例，也是广州近十年来首次出现死亡病例。[2]

佔領中環／雨傘革命
- 香港有反佔中人士襲擊和非禮佔領中環各佔據點的示威份子和記者，導致至少50人傷，20人被警方拘捕，部份人有黑社會背景。學聯譴責香港政府和香港警方偏幫暴徒和有規模地縱容暴力發生，宣佈擱置與香港政務司司長林鄭月娥對話。香港警方否認和黑社會合作，並呼籲佔中示威者盡快離開現場。[3][4][5][6][7][8][9][10][11]

## 10月6日
醫藥科學
- 2014年諾貝爾生理學或醫學獎由約翰·奧基夫、邁-布里特·莫澤和愛德華·莫澤夫婦共同獲獎，表彰他們在發現建構大腦定向系統的細胞（for their discoveries of cells that constitute a positioning system in the brain）的貢獻[12][13]。而物理学奖则由赤崎勇、天野浩和中村修二摘得，表彰他们发明用于节能灯的高效蓝色发光二極管。研究受刺激发生损耗显微镜和光敏定位显微镜的艾力克·贝齐格、斯特凡·W·赫尔、威廉·莫尔纳尔荣获诺贝尔化学奖。

## 10月7日
朝鮮半島
- 南韓當地時間上午9時50分左右，一艘北朝鮮巡邏艇越過北方界線後撤回，過程中雙方互有開砲，已知韓方無人員傷亡。聯合參謀本部（JCS）已下令韓國海軍加強警戒。[14]

醫學
- 美國醫學科學家安東尼·阿塔拉（英语：Anthony Atala）博士宣佈由自體再生的阴茎移植手術在動物的臨床實驗成功。接受手術的12隻兔子，有8隻成功射精，4隻可繁衍後代。預計5年內將在美國核准通過，患者還可以自己選擇「需要的長度」。[15][16]

自然災害
- 云南景谷傣族彝族自治县发生6.6级地震，震源深度5千米[17]。

司法
- 知名社交網站推特正式對美國政府提出法律訴訟，理由是因為美國政府要求推特提供用戶的個人資料，卻拒絕推特公布美國政府的要求次數。推特認為這已經違反了《美国宪法第一修正案》[18]。

## 10月8日
朝鮮半島
- 日本<<產經新聞>>前首爾分社社長加藤達也因為發表有關韓國總統朴槿惠私生活提出質疑的報導, 被首爾中央地方檢察院以違反了《信息通信網法》罪名起訴。[19]

## 10月9日
政治
- 英國國會克拉克頓選區補選，轉投極右英國獨立黨的原任議員道格拉斯·卡斯威爾當選，成為該黨首位國會議員。BBC（页面存档备份，存于）

朝鮮半島
- 日本外務省亞洲大洋洲局局長伊原純一召見韓國駐日本公使金元辰, 就《產經新聞》前首爾分社社長加藤達也因韓國總統朴槿惠相關報道被首爾中央地方檢察院起訴一事，向韓國提出抗議。[20]

## 10月10日
政治
- 时值中華民國國慶日。中共官媒《环球时报》发表社评，批判中国大陆的民国热。这一文化现象，对中華民國大陸時期持正面态度[21]。

朝鮮半島
- 朝鮮人民軍與韓國國軍部隊在當地時間下午4時至6時間發生交火，原因是韓方有脫北者團體使用大型氣球向北施放了反共傳單，韓軍稱自方無人員傷亡。[22]
- 中國籍漁船“鲁营渔50987号”（80吨级）在韓國當地時間上午8時30分左右越界至韓方的专属经济区進行捕撈作業。韓海警登船時，漁船船員扣住韓海警，韓警開槍嚇阻，但其中一發子彈卻擊中另一艘協助逃跑的漁船，該船的中國籍船長宋厚模（45岁）背部中彈後送醫不治身亡。[23]中國外交部部長助理劉建超緊急約見韓國駐華大使權寧世提出嚴正交涉。 [24]

## 10月13日
政治
- 玻利维亚全国选举委员会宣布大选初步统计结果，现任总统、左翼执政党“争取社会主义运动”候选人埃沃·莫拉莱斯再次蝉联总统，赢得第三个任期。[25]

## 10月14日
命案
- 晋宁血案，中国云南省晋宁县富有村村民与开发商雇员发生大规模械斗。四名开发商雇员被烧死，两名雇员被打死，两名村民丧生[26]。

## 10月15日
科技新知
- Google的全新手机操作系统Android5.0正式发布，含64位版[27]。

## 10月16日
法律罪案
- 最高人民法院宣判奇虎360诉腾讯用市场支配地位纠纷案二审结果，360上诉被驳回，维持原判，腾讯获胜[28]。

## 10月17日
科技新知
- 名为“It's been way too long"（久违了）的苹果新品发布会如期举行，会上发布了新款平板电脑iPad Air 2、iPad mini 3及新款触屏台式电脑iMac与Mac mini[29]。

交通
- 日本國土交通省正式批准東海旅客鐵道（JR東海）興建連接東京至名古屋的磁浮高速鐵路「中央新幹線」[30]。

軍事
- 瑞典軍方在10月17日對於一起疑似外國潛艇入侵事件（英语：Swedish submarine incidents）展開搜索行動[31]。

## 10月21日
佔領中環／雨傘革命
- 香港政府與學聯就香港政治改革進程進行第一輪會談，政府表示仍有空間處理香港政治改革，亦可重啟政治改革五部曲，成立平台讓多方發表意見，向港澳辦提交香港民情報告。學聯對政府的回應表示質疑，認為實質作用不大[32][33][34]。

## 10月24日
科技
- 探月工程三期再入返回飞行试验器从西昌卫星发射中心由长征三号丙改进二型运载火箭（遥12）发射升空。

## 10月27日
政治
- 2014年巴西大选于当地时间26日晚间9点半结束，巴西劳工党候选人、现任总统罗塞夫获得连任。[35]

## 10月28日
科技
- 搭载有天鹅座宇宙飞船的安塔瑞斯火箭从美国弗吉尼亚州瓦勒普斯岛发射升空，但在点火升空6秒后发生爆炸。[36]

## 10月29日
政治
- 香港自由黨主席田北俊因要求行政長官梁振英辭職的言論, 遭中國全國政協常委會免去其全國政協委員資格. 成為史上第一位非貪污而免職的全國政協委員。

## 10月30日
示威
- 布基納法索約1500名示威者不滿總統布萊斯·孔波雷計劃修改憲法延長任期，衝進議會、瓦加杜古市政廳和執政黨總部縱火[37]。

LGBT
- 蘋果執行長提姆·庫克出櫃，並以身為同性戀者自豪[38][39]。

## 10月31日
災難事故
- 維珍銀河太空船2號在試飛時墜毀在莫哈韋沙漠，機上兩名試飛員一死一傷[40]。